# 基本子结构
在模型论，给定在同一个语言 {\displaystyle L} 中的两个结构 {\displaystyle M} 和 {\displaystyle N}，我们称 {\displaystyle M} 是 {\displaystyle N} 的基本子结构（英語：elementary substructure）如果
1. {\displaystyle M} 是 {\displaystyle N} 的子结构，且
2. 对于所有有限元组 {\displaystyle a\in M}，对于所有语言 {\displaystyle L} 的公式 {\displaystyle \varphi (x)}，我们有 {\displaystyle M\models \varphi (a)} 当且仅当 {\displaystyle N\models \varphi (a)}。
我们称 {\displaystyle N} 是 {\displaystyle M} 的基本扩展当且仅当 {\displaystyle M} 是 {\displaystyle N} 的基本子结构。

## 等价条件
有时对第二个条件使用一个等价的陈述。我们可以通过对所有 {\displaystyle m\in M} 增加一个常量符号 {\displaystyle c_{m}\ } 来扩展 {\displaystyle L} 为一个新语言 {\displaystyle L(M)}。那么 {\displaystyle M} 和 {\displaystyle N} 是解释每个 {\displaystyle c_{m}\ } 为 {\displaystyle m} 的 {\displaystyle L(M)} 的结构。
设 {\displaystyle \mathrm {Th} _{L(M)}(M)\ } 和 {\displaystyle \mathrm {Th} _{L(M)}(N)\ } 分别是在 {\displaystyle M} 和 {\displaystyle N} 中为真的 {\displaystyle L(M)}-句子的集合(称为它们的“基本图”)。那么上述条件 (2) 等价于陈述
{\displaystyle \mathrm {Th} _{L(M)}(M)=\mathrm {Th} _{L(M)}(N)\ }.
塔斯基-沃特测试是给定一对 {\displaystyle M\subset N}，确定 {\displaystyle M} 是否是 {\displaystyle N} 的基本子结构的非常有用的必要和充分条件。